# Klumpen, Antarktis
Klumpen är ett berg i Antarktis. Det ligger i Östantarktis. Norge gör anspråk på området. Toppen på Klumpen är 2 750 meter över havet.
Terrängen runt Klumpen är kuperad åt sydväst, men åt nordost är den bergig. Trakten är obefolkad. Det finns inga samhällen i närheten. 